# 26-я пехотная дивизия (Российская империя)
26-я пехотная дивизия — пехотное соединение в составе Русской императорской армии
Штаб дивизии: Гродно — (до 01.07.1903 — после 01.04.1914 г.). Входила во 2-й армейский корпус.

## История дивизии
Сформирована Высочайшим приказом от 13 августа 1863 года в числе 12 пехотных дивизий (с 23-й по 34-ю) (на формирование которых были обращены полки упразднённых 1-й, 2-й, 3-й и 5-й резервных пехотных дивизий) и передана в состав Виленского военного округа с исключением из подчинения начальнику резервов армейской пехоты. Управление дивизии было сформировано заново.

### Формирование
- 1863—1918 — 26-я пехотная дивизия

### Боевые действия
Первая мировая война.
19 июля 1914 года Германия объявила войну России. В полках 26-й дивизии закипела мобилизационная работа.
24 июля 1914 года полки 2-й бригады 26-й дивизии были готовы к походу. Дивизия — участница Виленской операции в августе — сентябре 1915 г. и операции на Стрыпе в декабре 1915 г.
В январе 1918 года дивизия была мусульманизирована и вошла (без артиллерии) в состав 1-го Мусульманского корпуса на Румынском фронте, с переименованием в 4-ю Мусульманскую стрелковую дивизию, однако уже 8 февраля мусульманизация была отменена.

## Состав дивизии
- 1-я бригада (Гродно)
  - 101-й пехотный Пермский полк
  - 102-й пехотный Вятский полк
- 2-я бригада (Гродно)
  - 103-й пехотный Петрозаводский полк
  - 104-й пехотный Устюжский генерала князя Багратиона полк
- 26-я артиллерийская бригада (Гродно)

## Командование дивизии
(Командующий в дореволюционной терминологии означал временно исполняющего обязанности начальника или командира. Должности начальника дивизии соответствовал чин генерал-лейтенанта, и при назначении на эту должность генерал-майоров они оставались командующими до момента своего производства в генерал-лейтенанты).

### Начальники дивизии
- 15.08.1863 — 21.07.1866 — генерал-майор (с 27.03.1866 генерал-лейтенант) Ковалевский, Александр Семёнович
- 21.07.1866 — 05.02.1869 — генерал-майор (с 30.08.1867 генерал-лейтенант) Кренке, Виктор Данилович
- 05.02.1869 — хх.хх.1878 — генерал-майор (с 28.03.1871 генерал-лейтенант) барон Деллингсгаузен, Эдуард Карлович
- до 16.04.1878 — 14.03.1879 — генерал-майор (с 16.04.1878 генерал-лейтенант) Горшков, Андрей Давидович
- 14.03.1879 — 20.01.1888 — генерал-майор (с 12.04.1881 генерал-лейтенант) Малахов, Николай Николаевич
- 20.01.1888 — 01.01.1898 — генерал-майор (с 30.08.1888 генерал-лейтенант) князь Щербатов, Александр Петрович
- 10.01.1898 — 12.06.1898 — генерал-лейтенант Максимов, Иван Иванович
- 20.06.1898 — 26.09.1898 — командующий генерал-майор Разгонов, Константин Иосифович
- 17.12.1898 — 10.07.1899 — генерал-лейтенант фон Раабен, Рудольф Самойлович
- 26.07.1899 — 14.07.1902 — генерал-майор (с 06.12.1899 генерал-лейтенант) Столица, Константин Акимович
- 22.07.1902 — 17.09.1903 — генерал-лейтенант Потоцкий, Иван Платонович
- 27.09.1903 — 17.02.1907 — генерал-лейтенант Бутурлин, Дмитрий Сергеевич
- 17.02.1907 — 29.10.1907 — генерал-майор (с 22.04.1907 генерал-лейтенант) Щагин, Василий Васильевич
- 09.11.1907 — 23.08.1913 — генерал-лейтенант Кайгородов, Михаил Никифорович
- 24.09.1913 — 16.01.1915 — генерал-лейтенант Порецкий, Александр Николаевич
- 16.01.1915 — 25.08.1915 — командующий генерал-майор Тиханович, Пётр Андреевич
- 25.08.1915 — 11.08.1916 — генерал-майор (с 09.08.1916 генерал-лейтенант) Огородников, Фёдор Евлампиевич
- 11.08.1916 — 10.04.1917 — генерал-лейтенант Баранов, Пётр Михайлович
- 10.04.1917 — хх.хх.хххх — командующий генерал-майор Климовский, Павел Петрович
- 09.1917 — 04.1918 — полковник Шорин, Василий Иванович (выборный)

### Начальники штаба дивизии
- 30.08.1863 — 13.10.1867 — подполковник (с 22.07.1864 полковник) Зверев, Николай Яковлевич
- 15.10.1867 — 12.12.1868 — полковник Скобельцын, Пётр Евграфович
- 01.01.1869 — 13.02.1870 — подполковник (с 30.08.1869 полковник) Водар, Василий-Георгий-Карл Карлович
- 13.02.1870 — 26.02.1870 — полковник Сталь, Николай-Александр Егорович
- 26.02.1870 — 25.05.1875 — полковник Водар, Василий-Георгий-Карл Карлович
- 07.06.1875 — 30.05.1878 — полковник Юнаков, Леонтий Авксентьевич
- 30.05.1878 — 25.01.1883 — полковник Карпов, Александр Фёдорович
- 25.01.1883 — 21.09.1887 — полковник Стог, Михаил Демьянович
- 02.10.1887 — 21.06.1891 — полковник Мунк ав Фулкила, Леонард Алексеевич
- 01.07.1891 — 25.09.1892 — полковник Бертельс, Остап Андреевич
- 25.09.1892 — 16.10.1898 — полковник Пробенко, Порфирий Герасимович
- 25.11.1898 — 04.07.1902 — полковник Баташев, Никита Михайлович
- 02.08.1902 — 04.03.1904 — полковник Попов, Ипполит Иванович
- 22.03.1904 — 01.08.1905 — полковник Киселевский, Николай Михайлович
- 21.09.1905 — 10.05.1906 — полковник Тальгрен, Владимир Павлович
- 10.05.1906 — 21.07.1910 — полковник Вахрушев, Михаил Николаевич
- 02.08.1910 — 21.03.1911 — полковник Панов, Филипп Петрович
- 08.04.1911 — 27.12.1914 — полковник Рудницкий, Николай Квинтильянович
- 16.01.1915 — 16.05.1915 — и. д. полковник Меньчуков, Евгений Александрович
- 14.06.1915 — 10.06.1916 — подполковник Дорофеев, Константин Константинович
- 10.06.1916 — хх.хх.1917 — и. д. подполковник (с 15.08.1917 полковник) Малеванов, Владимир Львович

### Командиры 1-й бригады
Должности бригадных командиров в пехотных и кавалерийских дивизиях на момент формирования 26-й пехотной дивизии в 1863 г. были упразднены. Они были восстановлены 30.08.1873.
После начала Первой мировой войны в дивизии была оставлена должность только одного бригадного командира, именовавшегося командиром бригады 26-й пехотной дивизии.
- 30.08.1873 — 30.08.1874 — генерал-майор Деконский, Пётр Козьмич
- 12.09.1874 — 01.10.1874 — генерал-майор Кузьмин, Илья Александрович
- 01.10.1874 — 14.03.1879 — генерал-майор Малахов, Николай Николаевич
- 14.03.1879 — 07.05.1892 — генерал-майор Мрочкевич, Игнатий Феликсович
- 10.05.1892 — 26.07.1899 — генерал-майор Столица, Константин Акимович
- 06.09.1899 — 03.03.1900[9] — генерал-майор Кесяков, Константин Искрович
- 05.04.1900 — 21.12.1902 — генерал-майор Стахиев, Пётр Александрович
- 28.01.1903 — 10.05.1910 — генерал-майор Каннабих, Иоанн-Филипп-Вильгельм Александрович
- 10.05.1910 — 19.07.1914 — генерал-майор Иозефович, Феликс Доминикович
- 26.07.1914 — 27.08.1914 — генерал-майор Дружинин, Константин Иванович

### Командиры 2-й бригады
- 30.08.1873 — 26.02.1874 — генерал-майор Гренквист, Фёдор Иванович
- 26.02.1874 — 27.02.1875 — генерал-майор Кутневич, Борис Герасимович
- 27.02.1875 — 22.03.1875 — генерал-майор Мушников, Александр Егорович
- 22.03.1875 — 10.07.1884 — генерал-майор Бизяев, Иван Семёнович
- 20.07.1884 — 24.04.1889 — генерал-майор Сироцынский, Владимир Миронович
- 24.04.1889 — 28.11.1890 — генерал-майор Степанов, Константин Савельевич
- 12.12.1890 — 22.04.1892 — генерал-майор Бутурлин, Сергей Сергеевич
- 04.05.1892 — 15.09.1900 — генерал-майор Гек, Андрей Константинович
- 13.10.1900 — 30.01.1906 — генерал-майор барон фон Функ, Максимилиан Вильгельмович
- 30.01.1906 — 13.12.1908 — генерал-майор Краузе, Николай Фридрихович
- 08.01.1909 — 09.11.1913 — генерал-майор Пржецлавский, Николай Николаевич
- 09.11.1913 — 10.11.1914[10] — генерал-майор Ларионов, Яков Михайлович
- 11.05.1915 — 24.11.1916 — генерал-майор Ветвеницкий, Иван Иванович
- 18.01.1917 — 08.09.1917 — генерал-майор Завадский, Евгений Константинович
- 08.09.1917 — хх.хх.хххх — генерал-майор Веригин, Николай Алексеевич

### Помощники начальника дивизии
Помощники начальника дивизии фактически являлись бригадными командирами. 30 августа 1873 года должность упразднена.
- 30.08.1863 — 24.09.1863 — генерал-майор Алтухов, Захарий Никифорович
- 24.09.1863 — 30.08.1873[11] — генерал-майор Деконский, Пётр Козьмич

### Командиры 26-й артиллерийской бригады
Бригада сформирована 3 ноября 1863 года.
До 1875 г. должности командира артиллерийской бригады соответствовал чин полковника, а с 17 августа 1875 г. - чин генерал-майора.
- 02.12.1863 — 29.04.1866 — полковник Власов, Александр Васильевич
- 29.04.1866 — после 05.02.1870 — полковник Симанов, Дмитрий Степанович
- ранее 07.01.1871 — 23.07.1876 — полковник (с 30.08.1873 генерал-майор) Шестаков, Георгий Фёдорович
- 23.07.1876 — 25.03.1877 — генерал-майор Костогоров, Яков Михайлович
- 25.03.1877 — 22.10.1878 — командующий полковник Линген, Фердинанд Александрович
- 22.10.1878 — 07.09.1889 — полковник (с 30.08.1879 генерал-майор) Кобылинский, Степан Осипович
- 07.09.1889 — 16.03.1892 — генерал-майор Циллиакус, Василий Владимирович
- 16.03.1892 — 16.03.1899 — генерал-майор Бобровский, Владимир Осипович
- 16.03.1899 — 29.12.1899 — генерал-майор Гиппиус, Владимир Иванович
- 29.12.1899 — 13.11.1903 — полковник (с 09.04.1900 генерал-майор) Велямович, Александр Феликсович
- 13.11.1903 — 13.08.1905 — генерал-майор Алиев, Эрис Хан Султан Гирей
- 13.08.1905 — 18.09.1906 — командующий полковник Желтов, Михаил Константинович
- 22.09.1906 — 25.07.1910 — полковник (с 31.05.1907 генерал-майор) Ромишевский, Модест Владиславович
- 25.07.1910 — 07.08.1913 — генерал-майор Мамантов, Владимир Петрович
- 30.08.1913 — 09.11.1913 — генерал-майор Зарецкий, Георгий Карпович
- 09.11.1913 — 22.10.1915 — генерал-майор Заец, Николай Алексеевич
- 21.02.1916 — хх.хх.хххх — полковник (с 25.08.1916 генерал-майор) Погребняков, Николай Антонович